# Cosmia bredemanni
Cosmia bredemanni là một loài bướm đêm trong họ Noctuidae.